# 폴데 비비치
폴데 비비치(슬로베니아어: Polde Bibič, 1965년 6월 12일~2012년 7월 13일)는 슬로베니아의 배우이다.

## 작품 목록

### 영화
- 황소의 성(Grajski biki, 1967년)
- 카롤리나 자슐레르의 과부 신세(Vdovstvo Karoline Žašler, 1976)
- 유산(Dediščina, 1984년)
- 유적(Ruševine, 2005년)